# 劉知遠
后汉高祖劉知遠（895年3月4日—948年3月10日），并州晋阳（今山西太原）人，五代時期後漢開國皇帝，沙陀族，即位後改名为劉暠，947年－948年在位，諡号为睿文聖武昭肅孝皇帝。

## 生平
劉知遠自称为东汉明帝第八子淮阳王劉昞之后，但被後世指為沙陀人:222，劉知遠在太原出生，父親劉琠為李克用麾下的小軍官（列校）。劉知遠最初是李嗣源（後來的後唐明宗）的部下，鄴城之變，李嗣源登基後，劉知遠在石敬瑭帳下任牙門都校。後唐應順元年（934年），閔帝出逃到衛州時，與石敬瑭議事未決，後唐閔帝隨從欲動武，劉知遠把閔帝隨從殺盡，石敬瑭便捨閔帝而去。
後唐清泰三年（936年），後唐末帝下詔調河東節度使石敬瑭為天平節度使。劉知遠勸石敬瑭起兵。石敬瑭便舉兵叛唐。劉知遠不贊成石敬瑭以割讓燕雲十六州向契丹借兵。石敬瑭不從。建立后晋之后，在後晉天福五年（940年）任劉知遠为馬步軍都指揮使，同年任保義軍節度使。石敬瑭滅後唐，建後晉，後晉天福二年（937年）任劉知遠為忠武軍節度使，又任归德军节度使，後晉天福五年（940年）任邺都留守，次年改任河東節度使及北京留守。出帝繼位後，在後晉天福八年（943年）升劉知遠為检校太师、中書令，後晉开运元年（944年）任幽州道行营招讨使，败契丹伟王于忻口，封太原王，次年改封北平王。开运三年，加守太尉。率牙兵至朔州南阳武谷大破契丹军。
後晉開運四年（947年），契丹滅后晋。出帝被契丹军俘押北上后，于二月派遣牙将奉表于契丹，辽太宗呼其为儿。河东行军司马张彦威等人以中原无主為由，勸劉知遠称帝，劉知遠在推搪一番後便在太原称帝，沿用后晋高祖年号天福，称天福十二年，同年六月入汴京，改國號為「漢」:224，控制黄河中下游地区。天福十三年（948年）正月，改元乾祐，劉知遠又改名為劉暠，同月病逝。

## 評價
劉知遠沒有治世的能力，為人也不守信，對於一些叛將，他先誘降而後殺之，例如張璉，他對民間百姓的刑罰也是以嚴厲聞名，他曾規定民間如有牛死，由官府收納牛皮，犯令者死；後又規定“民有販鹽、礬、酒麯者，無多少皆抵死”，在他統治的時代，百姓苦不堪言；劉知遠在收復幽州時曾答應歸降契丹的軍民無罪，爾後卻殺光他們；又曾殺害吐谷渾部落百姓四百口，顯示出他殘忍、不講信用的一面；晉出帝受難之時，他居然隱兵不發，代表他早有異志，企圖稱帝。
歷史對於劉知遠多是批評居多，《舊五代史》即說劉知遠“乘虛而取神器，因亂而有帝圖”；“雖有應運之名，而未睹為君之德”。

## 家庭

### 妻子
- 李皇后

### 兄弟
1. 河東節度使劉崇（後為北漢世祖）
2. 忠武節度使劉信（生卒年：？－951年，郭威奪權、劉贇被貶後自殺，被郭威追封為蔡王）
3. 慕容彦超，同母弟

### 子女

#### 子
1. 開封尹劉承训（生卒年：922年－948年，早逝，被劉知遠追封為魏王）
2. 後漢隱帝劉承祐
3. 開封尹劉承勳（生卒年：？－951年，久因重疾臥床，去世後被郭威追封為陳王）

#### 女
1. 永寧公主（宋太祖趙匡胤皇后宋氏之母）

#### 養子
1. 湘陰公劉贇（本為劉崇之子）

## 延伸阅读
[在维基数据编辑]
 在维基文库阅读此作者作品（ 在维基共享资源阅览影像）
 《舊五代史·卷99》，出自薛居正《舊五代史》
 《新五代史/卷10》，出自歐陽修《新五代史》